# 瑪麗·塔奎特·馬滕斯
瑪麗·塔奎特·馬滕斯（英文：Marie Taquet-Martens）（1898年12月26日-1989年9月25日）出生於盧森堡，她與她的丈夫埃米爾·塔奎特（Émile Taquet）（1893年7月7日-1971年1月28日）在二戰期間在比利時的加莫涅負責管理一所比利時軍人子女學校，她的丈夫埃米爾·塔奎特也是軍官出身，瑪麗·塔奎特擔任校長，埃米爾·塔奎特負責學校行政主管。期間夫婦兩人利用這所學校將許多猶太兒童安置在這所學校，使得這些兒童們在納粹德國對猶太人的大屠殺中得以幸免。這所學校也被稱爲“伊麗莎白女王之家（Queen Elisabeth Home），坐落在瑟穆瓦河畔加莫涅村的城堡之内，這個城堡屬於貝桑松天主教慈善姊妹會。在戰爭期間，夫婦兩人總共收留保護了80多名猶太兒童。
被塔奎特夫婦拯救下來的一個孩子後來回憶道：

我四歲的時候，我和我弟兄離開了父母……，那是一段美好的時光……，我印象最深的是，我們每天晚上入睡之前，塔奎特夫人會來到我們床邊一個個地親吻我們。戰爭結束之後，我父母來接我時候，我沒有認出我的父親，我對他說：“先生！你好！……”
戰爭結束後，劫後餘生的家長們紛紛來校接回自己的孩子，爲了等候家長的到來，學校一直開放至1946年6月，但是很多家長再也沒能回來接自己的孩子。塔奎特夫婦膝下無子，他們曾經有過從這些孩子中收養兩三個孩子的念頭，這個想法雖然最終未能如願，但是那些被拯救的孩子們都把她視爲母親。在塔奎特夫人迎來90周歲生日那天，當年被她拯救的那些孩子們從世界各地來到塔奎特夫人面前聚集一堂，人們感謝她當年冒著生命危險挽救了他們的生命。1987年12月23日，瑪麗·塔奎特·馬滕斯以夫婦二人的名義（埃米爾·塔奎特已經離世）獲得了以色列政府授予的“國際義人”榮譽稱號。
1998年派拉蒙影業公司將塔奎特夫婦這段史實佳話拍成電視系列劇《拯救者的故事》，該劇集副標題為“兩對夫婦”（Stories of Courage: Two Couples），“兩對夫婦”分爲上下兩集，下集描寫塔奎特夫婦的故事，上集描寫一對荷蘭的沃斯夫婦拯救猶太人的故事。

## 外部鏈接
- Marie Taquet （页面存档备份，存于）
- About Event of Marie Taquet by Julia Magee
- MY STORY By Paul Arthur Schwarzbar
- Stories of Courage: Two Couples (1998) YouTube電影頻道